# Zelotaea achroa
Zelotaea achroa är en fjärilsart som beskrevs av Bates 1868. Zelotaea achroa ingår i släktet Zelotaea och familjen Riodinidae. Inga underarter finns listade i Catalogue of Life.